# Jeroen Willems
Jeroen Willems (Maastricht, 15 november 1962 – Amsterdam, 3 december 2012) was een Nederlandse acteur en zanger.

## Levensloop
Willems werd te Maastricht geboren als het derde kind van dramadocent en regisseur Kees Willems en voordrachtskunstenares Rieneke Willems-Reuten. Al snel verhuisde het gezin naar Heerlen. Vader Willems overleed op 52-jarige leeftijd in 1978, toen Jeroen 15 jaar was. Hij doorliep de Toneelacademie Maastricht, begon zijn carrière bij Theatergroep Hollandia en was daar onder meer te zien in La Musica (1991), het veelvuldig bekroonde Twee Stemmen (1997 en 2004) en La Musica Twee (2003).
Willems werkte ook regelmatig bij andere gezelschappen, waaronder Het Zuidelijk Toneel / Hollandia, het Nationale Toneel, Oostpool en het Vlaamse gezelschap De Tijd. Hij speelde in veel film- en televisieproducties, waaronder de rol van David Grobben (naar de persoon van Enno Endt) in de televisieserie Bij nader inzien (1991) naar de roman van J.J. Voskuil,  Tijd van leven (1996), Wij Alexander (1998), als Wim Sonneveld in de VPRO-dramaserie Bij ons in de Jordaan (2000), De passievrucht (2003), Ocean's Twelve (2004) en in Simon (2004), waarin hij Simons huisarts vertolkte. Hij speelde een hoofdrol in de zich deels in Zuid-Afrika afspelende Nederlandse dramaserie Stellenbosch (2007). Ook speelde Willems een rol in de film Zomerhitte (2008) naar het gelijknamige boek van Jan Wolkers. Eind 2009 had hij een grote rol in Komt een vrouw bij de dokter.
In 2010 was Willems te zien in de AVRO-serie De Troon waarin hij de rol van de oudere Koning Willem II vertolkte. Ook zong hij in de leader van de televisieserie Annie M.G. (waarin hij tevens Willem Nijholt speelde) bekende liedjes van de schrijfster Annie M.G. Schmidt. In de VPRO-serie Bellicher was eind 2010 ook een rol voor hem weggelegd. Veel minder aandacht in de Nederlandse media was er voor het feit dat Willems in april 2010 de hoofdrol speelde in een uitvoering van Louis Andriessens opera La Commedia in de prestigieuze Carnegie Hall in New York. Begin 2012 speelde hij een rol in de televisiedramaserie Lijn 32. In 2012 speelde Willems de rol van crimineel Mirko Narain in de telefilm Cop vs Killer. Daarnaast speelde hij de rol van Van Uytrecht in de speelfilm Tula.
Hij speelde de hoofdrol in De ontmaskering van de Vastgoedfraude van de VPRO, die in januari 2013 werd uitgezonden. In De wederopstanding van een klootzak (2013) had hij een kleine rol als de crimineel James Joyce. Ook speelde hij Helmer in Boven is het stil, een boerenzoon die pas op latere leeftijd ontdekt wie hij echt is. Het zou de laatste film zijn van Jeroen Willems.

## Prijzen
Willems ontving in 1994 de Mary Dresselhuys Prijs voor de beste acteur. Voor zijn rol in de korte film Zaanse Nachten (1998) ontving hij in 1999 een Gouden Kalf-nominatie voor de beste acteur. In 2001 ontving Willems opnieuw een Gouden Kalf-nominatie voor de beste acteur voor zijn rol in de speelfilm Nynke (2001). In 2004 werd Willems onderscheiden met de Louis d'Or voor zijn rol in La Musica Twee én voor de voorstelling Brel de Zoete Oorlog van Toneelgroep Oostpool, begeleid door Leo Bouwmeester op piano, Oleg Fateev op accordeon, Dion Nijland op contrabas en Victor de Boo, drums en percussie.
In 2010 ontving Willems een Gouden Kalf voor "beste mannelijke bijrol" voor zijn rol als Prins Claus in Majesteit (2010).
In 2012 won hij een tweede Gouden Kalf voor zijn hoofdrol als beste acteur in de film Cop vs Killer.
In 2012 was hij Gast van het Jaar op het Nederlands Film Festival te Utrecht.

## Overlijden
Op 3 december 2012 werd Willems onwel tijdens de repetities voor een programma ter gelegenheid van het 125-jarig bestaan van Koninklijk Theater Carré in Amsterdam. Hij overleed later in het Onze Lieve Vrouwe Gasthuis aan de gevolgen van een hartstilstand, Willems werd 50 jaar oud. De gala-avond, waar koningin Beatrix aanwezig zou zijn, werd in verband met zijn overlijden afgelast.
Zijn plotseling overlijden werd door velen ervaren als een schok, en niet alleen in de Nederlandse media. Zo schreef Christine Dössel in de Süddeutsche Zeitung een dag na zijn overlijden dat de acteur Jeroen Willems "einer der besten, facettenreichsten Schauspieler Europas" was. ("Een van de beste, meest veelzijdige acteurs in Europa")
Op 8 december werd in de Amsterdamse kerk De Duif afscheid genomen van Jeroen Willems. De AVRO zond 's avonds een speciale aflevering uit van het kunstprogramma Opium, met fragmenten uit de loopbaan van Willems, inclusief rollen die hij speelde in nog te verschijnen producties. Op maandag 10 december werd Willems na een bijeenkomst in de Amsterdamse Stadsschouwburg begraven op Zorgvlied.

## Privéleven
Willems had veertien jaar lang een relatie met acteur Marcel Musters. In 2007 gingen zij uit elkaar. 
- Bibliothèque nationale de France: cb146583654 (data)
- Gemeinsame Normdatei: 1057900699
- International Standard Name Identifier: 0000 0000 7844 7460
- Library of Congress Control Number: no2009164789
- MusicBrainz: 7f423587-44ff-4a29-84a1-b5c8e3bfa00f
- Nationale Bibliotheek van Tsjechië: xx0191634
- Nederlandse Thesaurus van Auteursnamen: 241050960
- Virtual International Authority File: 64268571
- WorldCat: E39PBJmtCgM8WY7jHdBCw8Jbh3